# ماريانا ناوموفا
ماريانا ألكسندروفا ناوموفا (بالروسية: Марьяна Александрова Наумова؛ ولدت في 22 أبريل 1999 في ستارايا روسا) هي رافعة أثقال روسية، تتخصص في البرس بنش، وهي الفتاة المراهقة الرائدة في هذا المجال من الرياضة على مستوى العالم. فازت بعدد من البطولات العالمية، ووضعت أكثر من 15 رقمًا قياسيًا دوليًا في فئتها العمرية وتحمل لقب سيد الرياضة في روسيا، الفئة الدولية.
هي أول فتاة تحت سن 18 يُسمح لها بالمشاركة في دورات رفع أثقال محترفة. في مارس 2015 شاركت في كلاسيك أرنولد Arnold Classic، محققة رقمًا قياسيًا للإناث في حدث أرنولد Arnold BenchBach، رافعة وزن 150 كجم. بعد الدورة، طلبت من أرنولد شوارزنجر أن يكون رئيس الولايات المتحدة الأمريكية وأن يعمل على تطبيع العلاقات الروسية الأمريكية.
في سبتمبر 2015، سافرت ماريانا ناوموفا ضمن وفد نسائي روسي إلى سوريا بدعوة من أسماء الأسد زوجة الرئيس بشار الأسد. والتقت هناك بمفتى سوريا أحمد حسون. وقالت أنها ستعمل على تصوير أفلام وثائقية عالية الجودة ستكشف من خلالها الحقيقة عما يجري في سوريا، وستذاع هذه الأفلام على قناة روسيا 24. وأعلنت كذلك أنها على استعداد لإهداء الميدالية الخامسة لبطولة العالم للناشئين، في حال حصولها عليها، إلى الرئيس السوري.